# کاخ نازدشت
کاخ نازدشت مربوط به دوره پهلوی دوم است و در شهرستان رودان، بخش رودخانه، روستای نازدشت واقع شده و این اثر در تاریخ ۷ خرداد ۱۳۸۷ با شمارهٔ ثبت ۲۳۰۱۰ به‌عنوان یکی از آثار ملی ایران به ثبت رسیده است.